# Telicota
Telicota es un género de mariposas de la familia Hesperiidae.

## Descripción
La especie tipo es Papilio colon Fabricius, 1775, según designación posterior realizada por Int. Commn zool. Nom. en 1967.

## Diversidad
Existen 31 especies reconocidas en el género

## Plantas hospederas
Las especies del género Telicota se alimentan de plantas de las familias Arecaceae, Poaceae, Flagellariaceae, Cyperaceae. Las plantas hospederas reportadas incluyen los géneros Cocos, Andropogon, Bambusa, Imperata, Oryza, Saccharum, Sorghum, Zea, Miscanthus, Pennisetum, Setaria, Zizania, Schizostachyum, Phyllostachys, Cynodon, Flagellaria, Leptaspis, Paspalum, Scleria.